# Gaston Allaire
Pour les articles homonymes, voir Allaire.
Gaston Allaire, né le 18 juin 1916 à Berlin dans l'État du New Hampshire et mort le 15 janvier 2011, est un musicologue, organiste, pianiste et chef d'orchestre québécois d'origine franco-américaine.

## Biographie

### Formation
Gaston Allaire est né dans la ville franco-américaine de Berlin peuplée majoritairement par la communauté québécoise. Berlin étant située près de la frontière avec le Canada. En 1918, sa famille vint s'établir à Danville, au Québec, où il commença l'étude de l'orgue et du piano.
En 1940, il fut embauché au Conservatoire national de Montréal où il travailla jusqu'en 1947 avec la collaboration de l'organiste Eugène Lapierre et du pianiste Auguste Descarries.
En 1948, il rejoignit le compositeur George Rochberg à Philadelphie avec lequel il travailla jusqu'en 1950. Il poursuit ses études en composition et en histoire de la musique à l'Université du Connecticut de 1953 à 1956 où il obtint les diplômes de Maîtrise en histoire de la musique et en composition.
Au début des années 1960, Gaston Allaire poursuivit ses études en musicologie en Europe et aux États-Unis grâce à des subventions du Conseil canadien (1961-1962).

### Enseignement
Il enseigna au collège Loyola de Montréal (1962-1967), à l'Université de Montréal (1966-1967) et à l'Université de Moncton (1967-1984). Il reçut le titre de professeur émérite.
Entre 1967 et 1970, il donna plusieurs récitals d'orgue et de piano sur le réseau local de la Société Radio-Canada à Moncton, ainsi que sur le réseau national canadien.
Il fut président de la Société canadienne de la musique traditionnelle de 1968 à 1971.
En 1973, il a reçu une bourse du Conseil canadien pour poursuivre ses recherches musicologiques en Espagne.

### Œuvres
Il composa une Suite laurentienne pour orchestre qui fut créée par l'Orchestre symphonique de Québec  en 1949.
Il créa plusieurs œuvres dont des préludes pour orgue, piano et orchestre. Il réalisa la musique du film "The Man on the Beach".
Il prit sa retraite en 1984 et poursuivit ses travaux de recherches sur la musique polyphonique vocale de la Renaissance.